# 디스 (노르드 신화)

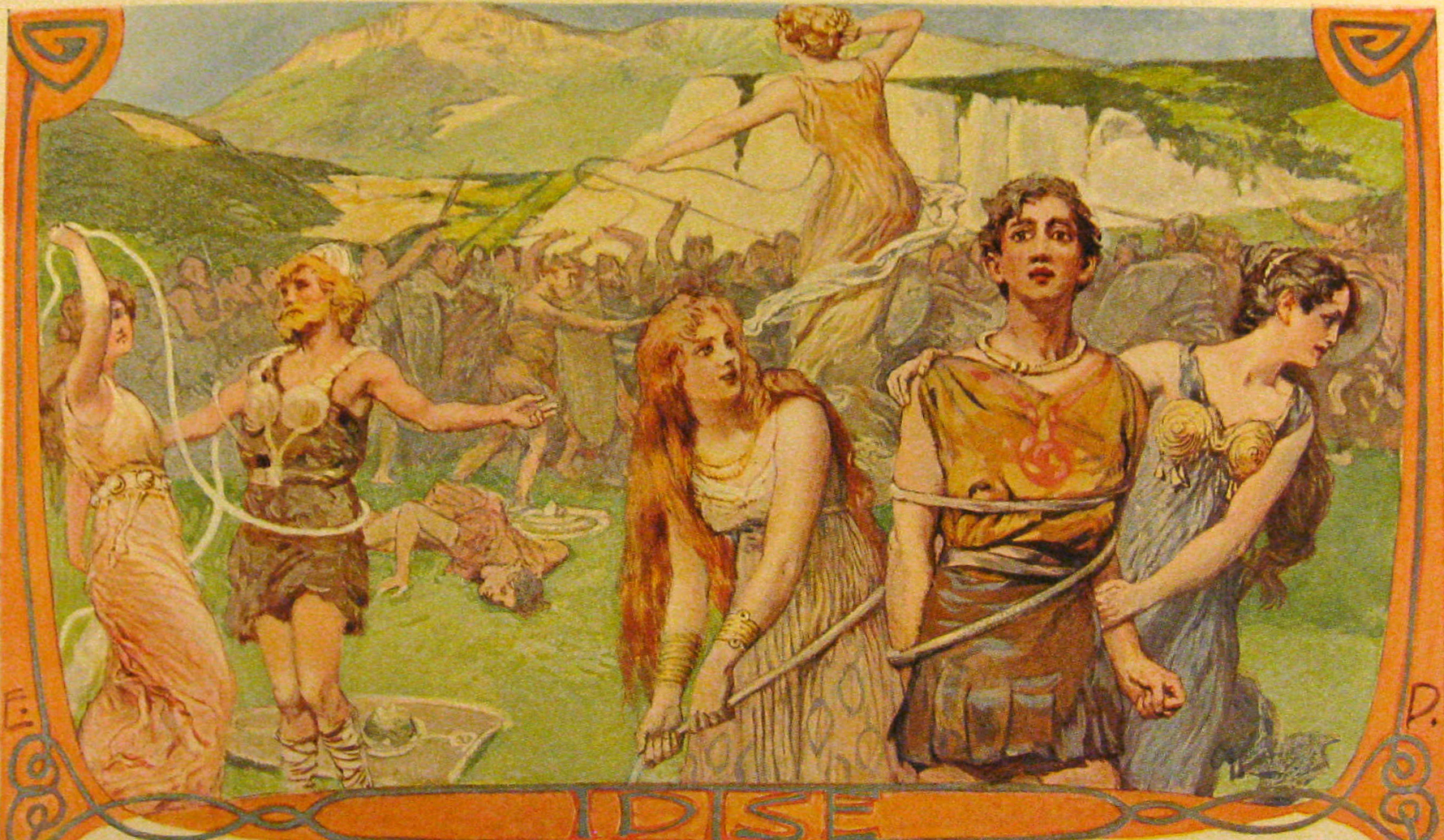
에밀 되플러가 그린 그림. 1905년 작.

디스(고대 노르드어: Dís)는 북유럽 신화에서 운명과 관련된 정령 또는 신으로, 필멸자들에게 자애로울 수도 있고 적대적일 수도 있다. 복수형은 디시르(고대 노르드어: Dísir)라 한다.

## 같이 보기
- 그렌델의 어미